# Dendrosoter camerunus
Dendrosoter camerunus är en stekelart som beskrevs av Günther Enderlein 1912. Dendrosoter camerunus ingår i släktet Dendrosoter och familjen bracksteklar. Inga underarter finns listade i Catalogue of Life.